# ریدار لیاکلف
ریدار لیاکلف (انگلیسی: Reidar Liaklev؛ ۱۵ ژوئیه ۱۹۱۷ – ۱ مارس ۲۰۰۶) اسکیت‌باز سرعت اهل نروژ بود.
وی در مسابقات کشوری و بین‌المللی در مجموع برندهٔ ۲ مدال طلا، ۱ مدال نقره شده‌است.